# 第51屆葛萊美獎
第51屆葛萊美獎於2009年2月8日舉行，並由CBS電視台於美國時間晚上八點播出。提名名單於2008年12月3日在一場特別的音樂會上公布，並張貼在官方網站上。本屆葛萊美獎並六年一度於斯台普斯中心舉行頒獎典禮。

## 主要獎項得主
| 獎項     | 得主                   | 歌手                       |
| -------- | ---------------------- | -------------------------- |
| 年度唱片 | Please Read the Letter | 羅伯·普蘭特與艾莉森·克勞絲 |
| 年度專輯 | Raising Sand           | 羅伯·普蘭特與艾莉森·克勞絲 |
| 年度歌曲 | Viva la Vida           | 酷玩樂團                   |
| 最佳新人 | 愛黛兒                 | 愛黛兒                     |

## 頒獎典禮表演
| 演出人                                          | 曲目                                         |
| ----------------------------------------------- | -------------------------------------------- |
| U2                                              | - Get on Your Boots                          |
| 艾爾·格林、賈斯汀、 凱斯·艾爾本、大人小孩雙拍檔 | - Let's Stay Together                        |
| 酷玩樂團                                        | - Lost!（與 Jay-Z） - Viva La Vida           |
| 卡麗·安德伍                                     | - Last Name                                  |
| 搖滾小子                                        | - Amen - All Summer Long - Rock N Roll Jesus |

## 獎項
得主以粗體表示。

### 一般

#### 年度唱片
- Chasing Pavements（愛情迷蹤）– 愛黛兒
  - 製作人：艾格·懷特；錄音師／混音師：湯姆·艾姆赫斯、史蒂夫·普萊斯
- Viva la Vida（玩酷人生）– 酷玩樂團
  - 製作人：馬克思·杜拉夫斯、布萊恩·艾諾、瑞克·辛普森；錄音師／混音師：麥可·布勞爾、瑞克·辛普森
- Bleeding Love（蔓延的愛）– 里歐娜
  - 製作人：瑞恩·泰德；錄音師／混音師：克雷格·杜蘭斯、菲爾·丹、瑞恩·泰德
- Paper Planes – 米雅
  - 製作人：迪普洛；錄音師／混音師：史威奇
- Please Read the Letter – 羅伯·普蘭特與艾莉森·克勞絲
  - 製作人：T·普恩·布內特；錄音師／混音師：麥克·皮爾衫特

#### 年度歌曲
- American Boy – 艾絲黛兒 feat. 肯伊·威斯特
  - 作曲人：艾絲黛兒、凱斯·哈里斯（Keith Harris）、約翰傳奇、喬許·洛佩茲、卡勒貝·史皮爾、卡維立·華盛頓、肯伊·威斯特、 will.i.am
- Chasing Pavements（愛情迷蹤）– 愛黛兒
  - 作曲人：愛黛兒、艾格·懷特
- I'm Yours – 傑森·瑪耶茲
  - 作曲人：傑森·瑪耶茲
- Love Song - 莎拉·芭瑞黎絲
  - 作曲人：莎拉·芭瑞黎絲
- Viva la Vida– 酷玩樂團
  - 作曲人：蓋·貝瑞曼、強尼·巴克蘭、威爾·喬潘恩、克里斯·馬汀

#### 年度專輯
- Viva la Vida or Death and All His Friends（玩酷人生）- 酷玩樂團
- Tha Carter III（卡特先生第三章）- 小韋恩
- Year of the Gentleman（最佳型男）- 尼歐
- Raising Sand（聚沙成塔）- 羅伯·普藍特與艾莉森·克勞絲
- In Rainbows（彩虹裡）- 電台司令

#### 最佳新人
- 愛黛兒
- 黛菲
- 強納斯兄弟
- 懷舊女郎
- 潔絲敏·蘇莉雯

### 流行音樂類
最佳流行女歌手
- 《Chasing Pavements》－愛黛兒
- 《Love Song》－莎拉·芭瑞黎絲
- 《Mercy》－黛菲
- 《Bleeding Love》－里歐娜·路易斯
- 《I Kissed A Girl》－凱蒂·佩芮
- 《So What》－紅粉佳人

最佳流行男歌手
- 《All Summer Long》－搖滾小子
- 《Say》 – 約翰·梅爾
- 《That Was Me》－保羅·麥卡尼
- 《I'm Yours》－傑森·瑪耶茲
- 《Closer》－尼歐
- 《Wichita Lineman》－詹姆士·泰勒

最佳流行組合或團體
- 《Viva la Vida》 – 酷玩樂團
- 《Waiting In The Weeds》－老鷹合唱團
- 《Going On》－奈爾斯·巴克利（Gnarls Barkley）
- 《Won't Go Home Without You》－魔力紅
- 《Apologize》－共和世代

最佳流行對唱
- 《Lesson Learned》－艾莉西亞·凱斯 & 約翰·梅爾
- 《4 Minutes》－瑪丹娜、賈斯汀 & 提姆巴蘭
- 《Rich Woman》－罗伯特·普兰特 & 艾利森·克劳斯
- 《If I Never See Your Face Again》－蕾哈娜 & 魔力紅
- 《No Air》－裘汀·史芭克絲 & 克里斯小子

最佳流行演奏
- 《Love Appetite》－Steve Cropper & Felix Cavaliere
- 《I Dreamed There Was No War》－老鷹合唱團
- 《Fortune Teller》－爵士四人行（Fourplay）
- 《Steppin' Out》－史坦利·喬登（Stanley Jordan）
- 《Blast!》－馬可士·米勒（Marcus Miller）

最佳流行演奏專輯
- 《Sax For Stax》－傑若·艾爾布萊特（Gerald Albright）
- 《Greatest Hits Rerecorded Volume One》－賴瑞·卡爾頓
- 《Jingle All the Way》－貝拉佛萊克與佛萊克調調樂團（Béla Fleck and the Flecktones）
- 《The Spice Of Life》－厄爾·克勞（Earl Klugh）
- 《A Night Before Christmas》－爵士光環樂團（Spyro Gyra）

最佳流行演唱專輯
- 《Detours》－雪瑞兒·可洛（Sheryl Crow）
- 《Rockferry》－黛菲
- 《Long Road Out Of Eden》－老鷹合唱團
- 《Spirit》－里歐娜·路易斯
- 《Covers》－詹姆士·泰勒

### 舞曲類
最佳舞曲唱片
- 《Harder, Better, Faster, Stronger》－傻瓜龐克（Daft Punk）
- 《Ready For The Floor》－勁辣薯片（Hot Chip）
- 《Just Dance》－女神卡卡 & 寇比·歐丹尼斯（Colby O'Donis）
- 《Give It 2 Me》－瑪丹娜
- 《Disturbia》－蕾哈娜
- 《Black & Gold》－山姆·斯巴洛（Sam Sparro）

最佳電子/舞曲專輯
- 《New York City》－巴西銷魂四人組（Brazilian Girls）
- 《Alive 2007》– 傻瓜龐克
- 《Bring Ya To The Brink》－辛蒂·羅波
- 《X》－凱莉·米洛
- 《Last Night》－魔比
- 《Robyn》－蘿蘋

### 傳統流行類
最佳傳統流行演唱專輯
- 《Still Unforgettable》－娜坦·莉高（Natalie Cole）
- 《The Sinatra Project》－邁可·費恩斯坦（Michael Feinstein）
- 《Noël》－喬許·葛洛班
- 《In The Swing Of Christmas》－巴瑞·曼尼洛
- 《Rufus Does Judy At Carnegie Hall》－洛福斯·温莱特

### 搖滾類
最佳搖滾獨唱
- 《Gravity》－約翰·梅爾
- 《I Saw Her Standing There》－保羅·麥卡尼
- 《Girls In Their Summer Clothes》－布魯斯·斯普林斯廷
- 《Rise》－Eddie Vedder
- 《No Hidden Path》－尼爾·楊

最佳搖滾組合
- 《Rock N Roll Train》－AC/DC
- 《Violet Hill》－酷玩樂團
- 《Long Road Out Of Eden》－老鷹合唱團
- 《Sex on Fire》－里昂王族
- 《House Of Cards》－電台司令

最佳硬搖滾演出
- 《Inside The Fire》－騷動樂團（Disturbed）
- 《Visions》－猶大祭司
- 《Wax Simulacra》－火星之音（The Mars Volta）
- 《Saints Of Los Angeles》－克魯小丑（Mötley Crüe）
- 《Lords Of Salem》－羅伯殭屍（Rob Zombie）

最佳金屬演出
- 《Heroes Of Our Time》－龍之動力
- 《Nostradamus》－猶大祭司
- 《My Apocalypse》－金屬製品
- 《Under My Thumb》－內閣合唱團（Ministry）
- 《Psychosocial》－滑結樂團

最佳搖滾演奏
- 《Castellorizon》－大衛·吉爾摩
- 《Suicide & Redemption》－金屬製品
- 《34 Ghosts I-IV》－九寸釘
- 《Hope (Live For The Art Of Peace)》－匆促樂團
- 《Peaches En Regalia》－Zappa Plays Zappa Featuring 史提芬.范 & Napoleon Murphy Brock

最佳搖滾歌曲
- 《Girls in Their Summer Clothes》－布魯斯·斯普林斯廷
  - 作曲人：布魯斯·斯普林斯廷
- 《House Of Cards》－電台司令
  - 作曲人：電台司令
- 《I Will Possess Your Heart》－俏妞的死亡計程車（Death Cab For Cutie）
  - 作曲人：俏妞的死亡計程車
- 《Sex On Fire》－里昂王族
  - 作曲人：里昂王族
- 《Violet Hill》－酷玩樂團
  - 作曲人：酷玩樂團

最佳搖滾專輯
- 《Viva la Vida》－酷玩樂團
- 《Rock N Roll Jesus》－搖滾小子
- 《Only By The Night》－里昂王族
- 《Death Magnetic》－金屬製品
- 《Consolers Of The Lonely》－虎爛樂團（The Raconteurs）

### 節奏藍調類
最佳節奏藍調女歌手
- 《Me, Myself And I》－碧昂絲
- 《Heaven Sent》－琪夏·寇兒（Keyshia Cole）
- 《Spotlight》－珍妮佛·哈德森
- 《Superwoman》－艾莉西亞·凱斯
- 《Need U Bad》－潔絲敏·蘇莉雯（Jazmine Sullivan）

最佳節奏藍調男歌手
- 《You're The Only One》－艾立克·班奈特（Eric Benét）
- 《Take You Down》－克里斯小子
- 《Miss Independent》－尼歐
- 《Can't Help But Wait》－崔·頌
- 《Here I Stand》－亞瑟小子

最佳節奏藍調組合
- 《Ribbon In The Sky》－大人小孩雙拍檔
- 《Words》－安東尼·大衛（Anthony David）featuring 印蒂雅·艾瑞
- 《Stay with Me (By the Sea)》－艾爾·格林（Al Green）featuring 約翰傳奇
- 《I'm His Only Woman》－珍妮佛·哈德森 featuring 范塔莎（Fantasia）
- 《Never Give You Up》－拉斐爾·沙狄克（Raphael Saadiq）featuring 史提夫·汪達 & CJ Hilton

最佳傳統節奏藍調演唱
- 《A Change Is Gonna Come》－Wayne Brady
- 《You've Got the Love I Need》－艾爾·格林 featuring 安東尼·漢彌頓（Anthony Hamilton）
- 《Baby I Know》－（Linda Jones）與 Helen Bruner、Terry Jones
- 《Love That Girl》－拉斐爾·沙狄克
- 《In Love With Another Man》－潔絲敏·蘇莉雯

最佳都會/另類演唱
- 《Say Goodbye To Love》－奇納（Kenna）
- 《Wanna Be》－Maiysha
- 《Be OK》－克莉賽特·米雪（Chrisette Michele）featuring 威爾
- 《Many Moons》－Janelle Monae
- 《Lovin You (Music)》－Wayna featuring Kokayi

最佳節奏藍調歌曲
- 《Bust Your Windows》－潔絲敏·蘇莉雯
- 《Customer》－瑞希·迪范（Raheem DeVaughn）
- 《Heaven Sent》－琪夏·寇兒
- 《Miss Independent》－尼歐
  - 作曲人：尼歐 & StarGate
- 《Spotlight》－珍妮佛·哈德森

最佳節奏藍調專輯
- 《Love & Life》－艾立克·班奈特
- 《Motown: A Journey Through Hitsville USA》－大人小孩雙拍檔
- 《Lay It Down》－艾爾·格林
- 《Jennifer Hudson》－珍妮佛·哈德森
- 《The Way I See It》－拉斐爾·沙狄克

最佳當代節奏藍調專輯
- 《Growing Pains》－瑪麗·布萊姬
- 《Back Of My Lac'》－J. Holiday
- 《First Love》－卡芮娜（Karina）
- 《Year Of The Gentleman》－尼歐
- 《Fearless》－潔絲敏·蘇莉雯

### 饒舌/嘻哈類
最佳饒舌獨唱
- 《Roc Boys (And The Winner Is)...》－傑斯
- 《A Milli》－小韋恩
- 《Paris, Tokyo》－路沛·費艾斯可
- 《N.I.G.G.E.R. (The Slave and the Master)》－纳斯
- 《Sexual Eruption》－史努比狗狗

最佳饒舌團體
- 《Royal Flush》－大人物（Big Boi）featuring 雷克璜（Raekwon）與Andre 3000
- 《Swagga Like Us》－T.I. featuring 肯伊·威斯特、傑斯 & 小韋恩
- 《Mr. Carter》－小韋恩 featuring 傑斯
- 《Wish You Would》－路達克里斯 featuring T.I.
- 《Put On》－阳极 featuring 肯伊·威斯特

最佳饒舌/演唱對唱
- 《American Boy》－艾絲黛兒 featuring 肯伊·威斯特
- 《Low》－佛羅里達 featuring 提潘
- 《Green Light》－約翰傳奇 featuring Andre 3000
- 《Got Money》－小韋恩 featuring 提潘
- 《Superstar》－路沛·費艾斯可 featuring Matthew Santos

最佳饒舌歌曲
- 《Lollipop》 – 小韋恩 featuring Static Major
  - 作曲人：D. Harrison、小韋恩、J. Scheffer、Static Major & R. Zamor
- 《Low》－佛羅里達 featuring 提潘
- 《Sexual Eruption》－史努比狗狗
- 《Superstar》－路沛·費艾斯可 featuring Matthew Santos
- 《Swagga Like Us》－傑斯 & T.I. featuring 肯伊·威斯特 & 小韋恩

最佳饒舌專輯
- 《American Gangster》－傑斯
- 《Tha Carter III》－小韋恩
- 《The Cool》－路沛·費艾斯可
- 《Nas》－納斯
- 《Paper Trail》－T.I.

### 鄉村音樂類
最佳鄉村女歌手
- 《For These Times》－瑪汀娜（Martina McBride）
- 《What I Cannot Change》－黎安·萊姆絲
- 《Last Name》－卡麗·安德伍
- 《Last Call》－李·安·伍麥克（Lee Ann Womack）
- 《This Is Me You're Talking To》－崔夏·宜爾伍（Trisha Yearwood）

最佳鄉村男歌手
- 《You're Gonna Miss This》－崔斯·艾金斯（Trace Adkins）
- 《In Color》－Jamey Johnson
- 《Just Got Started Lovin' You》－James Otto
- 《Letter to Me》－布萊德·派斯里（Brad Paisley）
- 《Troubadour》－喬治·史崔特（George Strait）

最佳鄉村組合
- 《God Must Be Busy》– 布魯克斯與唐（Brooks & Dunn）
- 《Love Don't Live Here》– 懷舊女郎
- 《Every Day》– 雷可福磊斯
- 《Blue Side Of The Mountain》– The SteelDrivers
- 《Stay》–甜園合唱團 sugarland

最佳鄉村演唱合作
- 《Killing the Blues》– 罗伯特·普兰特 & 艾利森·克劳斯

最佳鄉村演奏
- 《Cluster Pluck》– 布萊德·派斯里、James Burton、明斯·吉爾（Vince Gill）、John Jorgenson、Albert Lee、Brent Mason、Redd Volkaert & Steve Wariner

最佳鄉村歌曲
- 《Stay》– Jennifer Nettles
  - 作曲人：甜園合唱團 - sugarland

最佳鄉村專輯
- 《Troubadour》– 喬治·斯特雷特

最佳藍草專輯
- 《Honoring The Fathers Of Bluegrass: Tribute To 1946 And 1947》– Ricky Skaggs & Kentucky Thunder

### 新世紀音樂類
最佳新世紀專輯
- 《Peace Time》– 傑克·迪強奈（Jack DeJohnette）

### 爵士類
最佳當代爵士專輯
- 《Randy in Brazil》– 蘭迪·布雷克（Randy Brecker）

最佳爵士演唱專輯
- 《Loverly》– 卡珊卓·威爾森 （Cassandra Wilson）

最佳爵士獨奏
- 《Be-Bop》– 泰倫斯·布蘭徹（Terence Blanchard） （來自 Live At The 2007 Monterey Jazz Festival）

最佳爵士演奏專輯，個人或組合
（專輯中有51%以上是演奏曲）
- 《The New Crystal Silence》– 奇克·柯瑞亞（Chick Corea）& 蓋瑞·柏頓（Gary Burton）

最佳爵士大樂團專輯
- 《Monday Night Live at the Village Vanguard》– The Vanguard Jazz Orchestra

最佳拉丁爵士專輯
- 《Song For Chico》– Arturo O'Farrill & The Afro-Latin Jazz Orchestra

### 福音音樂類
最佳福音演出
- 《Get Up》– 瑪麗二人組（Mary Mary）

最佳福音歌曲
- 《Help Me Believe》– 柯克·富蘭克林（Kirk Franklin）
  - 作曲人：柯克·富蘭克林

最佳搖滾或饒舌福音專輯
- 《Alive and Transported》 – 托比麥克（tobyMac）

最佳流行/當代福音專輯
- 《Thy Kingdom Come》 – CeCe Winans

最佳南方、鄉村或藍草福音專輯
- 《Lovin' Life》– Gaither Vocal Band

最佳傳統福音專輯
- 《Down in New Orleans》– 阿拉巴馬盲童

最佳當代節奏藍調福音專輯
- 《The Fight of My Life》– 柯克·富蘭克林